# Jan Meursing
Jan Meursing (Eext, 24 augustus 1782 - Westdorp (Borger-Odoorn), 4 maart 1856) was een Nederlandse landbouwer, vervener, gemeenteontvanger en glasfabrikant.

## Leven en werk
Meursing werd in 1782 te Anloo geboren als zoon van Jakob Meursing en Aaltje Homan. Meursing was niet alleen landbouwer, maar hij bezat ook veenderijen in het veengebied in het oosten van de provincie Drenthe. Daarnaast was hij gemeenteontvanger van de gemeente Borger. Samen met de glasblazer Johann Georg Christoph Heinz en de ovenbouwer en pottenmaker Georg Frederik Mulder richtte Meursing in 1844 een nieuwe glasfabriek op. Ook de Drentse grootgrondbezitter en vervener mr. Gerrit Kniphorst was als stille vennoot, betrokken bij dit initiatief. Heinz en Mulder waren tot die tijd werknemers bij de eerste glasfabriek van Nieuw-Buinen, die was gesticht door uit Winschoten afkomstige Jan Freseman Viëtor en Johann Christian Anton Thöne. In 1845 werd zijn zoon Jacob Meursing de eerste directeur van de nieuwe glasfabriek. Beide glasfabrieken van Thöne en van Meursing werden toonaangevende bedrijven in de tweede helft van de negentiende eeuw in het veenkoloniale deel van de provincie Drenthe.
Meursing trouwde op 23 november 1815 te Borger met Roelfien Heeling . Zij overleed in februari 1817. Meursing hertrouwde op 16 mei 1822 te Borger met Jantje Dilling (1792-1835). Meursing overleed in maart 1856 op 73-jarige leeftijd in Westdorp. Zijn kleindochter Jantina Arendina Meursing liet samen met haar man Harm Maarsingh in Stadskanaal de monumentale villa Huize Ter Marse bouwen.